# هیلدبران (کارولینای شمالی)
هیلدبران (به انگلیسی: Hildebran) شهری در ایالت کارولینای شمالی کشور ایالات متحده آمریکا است که جمعیت آن در سرشماری سال ۲۰۱۰ میلادی، ۲٬۰۲۳ نفر بوده‌است.